# Plain White T's
Plain White T's is een Amerikaanse alternatieve-rockband uit Villapark, een voorstad van Chicago. De band brak in 2007 wereldwijd door met de ballad Hey There Delilah.

## Biografie
De band werd in 1997 opgericht door Tom Higgenson, Dave Tirio, Steve Mast en Ken Fletcher. Ondertussen zijn Steve Mast en Ken Fletcher uit de band gestapt en vervangen door Mike Retondo, De'Mar Hamilton en Tim Lopez.
Hun eerste volledige album, Come on Over, werd in 2000 uitgebracht. Voor deze tijd hadden ze slechts succes met enkele losse nummers. Na dit debuutalbum volgden er nog 4 alsook een ep en enkele singles.
Op het album All That We Needed uit 2005 staat de ballad Hey there Delilah, dat een beetje uit de toon valt bij de rest van het repertoire van de band. Het nummer werd in eerste instantie dan ook niet opgemerkt, maar het werd tijdens de controversiële zomertournee van 2007 alsnog door het publiek opgepikt en haalde in juli al de eerste plaats in de Billboard Hot 100. In september bereikte de plaat ook de Nederlandse hitlijsten.
In 2007 brachten de Plain White T's hun vierde album uit, wat waarschijnlijk ook het populairste album is geweest. Door vooral filmpjes over YouTube zijn de Plain White T's wereldwijd doorgebroken. Begin 2008 begonnen ze met de promo-tour voor dit album, ook in Europa.
De band bracht in oktober 2008 het nieuwe album Big Bad World uit, waarop o.a. de hits Natural Disaster en Big Bad World staan. Ook waren de Plain White T's nog steeds bezig met hun tour voor hun album Every Second Counts.
In 2009 speelde de band met het nummer "Our Time Now" een kleine gastrol in de televisieserie iCarly.

## Discografie

### Albums
| Album met eventuele hitnotering(en) in de Nederlandse Album Top 100 | Datum van verschijnen | Datum van binnenkomst | Hoogste positie | Aantal weken | Opmerkingen |
| ------------------------------------------------------------------- | --------------------- | --------------------- | --------------- | ------------ | ----------- |
| Come on Over                                                        | 2000                  | -                     |                 |              |             |
| Stop                                                                | 2002                  | -                     |                 |              |             |
| All That We Needed                                                  | 2005                  | -                     |                 |              |             |
| Every Second Counts                                                 | 31-08-2007            | 29-09-2007            | 66              | 6            |             |
| Big Bad World                                                       | 2008                  | -                     |                 |              |             |
| The Wonders of the Younger                                          | 19-10-2010            | -                     |                 |              |             |

| Album met hitnotering(en) in de Vlaamse Ultratop 200 albums | Datum van verschijnen | Datum van binnenkomst | Hoogste positie | Aantal weken | Opmerkingen |
| ----------------------------------------------------------- | --------------------- | --------------------- | --------------- | ------------ | ----------- |
| Every Second Counts                                         | 2007                  | 17-11-2007            | 98              | 1            |             |

### Singles
| Single met eventuele hitnotering(en) in de Nederlandse Top 40 | Datum van verschijnen | Datum van binnenkomst | Hoogste positie | Aantal weken | Opmerkingen              |
| ------------------------------------------------------------- | --------------------- | --------------------- | --------------- | ------------ | ------------------------ |
| Hey There Delilah                                             | 2007                  | 08-09-2007            | 8               | 20           | #8 in de Single Top 100  |
| 1, 2, 3, 4 (I Love You)                                       | 2009                  |                       |                 |              |                          |
| Rhythm Of Love                                                | 2010                  | 11-09-2010            | tip2            | -            | #76 in de Single Top 100 |

| Single met hitnotering(en) in de Vlaamse Ultratop 50 | Datum van verschijnen | Datum van binnenkomst | Hoogste positie | Aantal weken | Opmerkingen |
| ---------------------------------------------------- | --------------------- | --------------------- | --------------- | ------------ | ----------- |
| Hey There Delilah                                    | 2007                  | 08-09-2007            | 2               | 23           |             |
| 1, 2, 3, 4 (I Love You)                              | 2009                  |                       |                 |              |             |
| Rhythm of love                                       | 2010                  | 02-10-2010            | tip30           | -            |             |

### Ep's
- Hey There Delilah EP (2006)

### NPO Radio 2 Top 2000
| Nummer met noteringen in de NPO Radio 2 Top 2000 | '09  | '10  | '11  | '12  | '13  | '14  | '15  | '16  | '17  | '18  | '19  | '20  | '21  | '22  | '23  |
| ------------------------------------------------ | ---- | ---- | ---- | ---- | ---- | ---- | ---- | ---- | ---- | ---- | ---- | ---- | ---- | ---- | ---- |
| Hey There Delilah                                | 1680 | 1480 | 1504 | 1519 | 1247 | 1636 | 1343 | 1557 | 1806 | 1352 | 1925 | 1580 | 1911 | 1921 | 1971 |

1. ↑  Een vetgedrukt getal geeft de hoogste notering aan.
2. ↑  2009 was het eerste jaar met een notering voor dit nummer.
3. ↑  Deze tabel is bijgewerkt tot en met de laatste editie (2024).